# Гіпсіпіла
Гіпсіпіла (грец. Ὑψιπύλη), також Гіпсіпілея — дочка Тоанта, за царювання якого жінки Лемносу образили Афродіту.
Богиня покарала лемносянок, наділивши їх таким бридким запахом, що чоловіки почали нехтувати їх. Скривджені жінки вирішили перебити всіх чоловіків острова. Г. врятувала батька, заховавши його в скрині, і допомогла йому втекти, а сама стала царицею Лемносу. Коли на острів припливли аргонавти, Г. закохалася в Ясона і народила від нього близнят Евнея й Тоанта (названого на честь діда). Після відплиття аргонавтів лемносянки, довідавшись, що Тоант живий, прогнали Г. її захопили пірати і продали в рабство немейському владареві Лікургу (варіант: фіванському владареві Ліку), Г. стала нянькою його сина Офелета. Коли Г. показувала джерело сімом героям, що йшли проти Фів, змій задушив Офелета. Герої оборонили Г. від розгніваного Лікурга, який збирався вбити її.
Сюжет міфа використав Евріпід у трагедії, від якої збереглося кілька фрагментів. Зверталися до цієї теми епіки Аполлоній Родоський та Валерій Флакк, композитори Х.-В. Глюк, Дж. Скарлатті, Дж. Сарті й ін.